# 向山虎継
向山 虎継（むこうやま とらつぐ）は、戦国時代の武将。甲斐武田氏家臣。

## 経歴・人物
甘利虎泰や板垣信方と連名で棟札を出していることから武田氏の重臣であったことが窺える。武田信玄の代に高野山成慶院にて逆修供養を受けたことが記録に残っているが、信虎時代の動向は不詳である。